# 1000 km de Bathurst

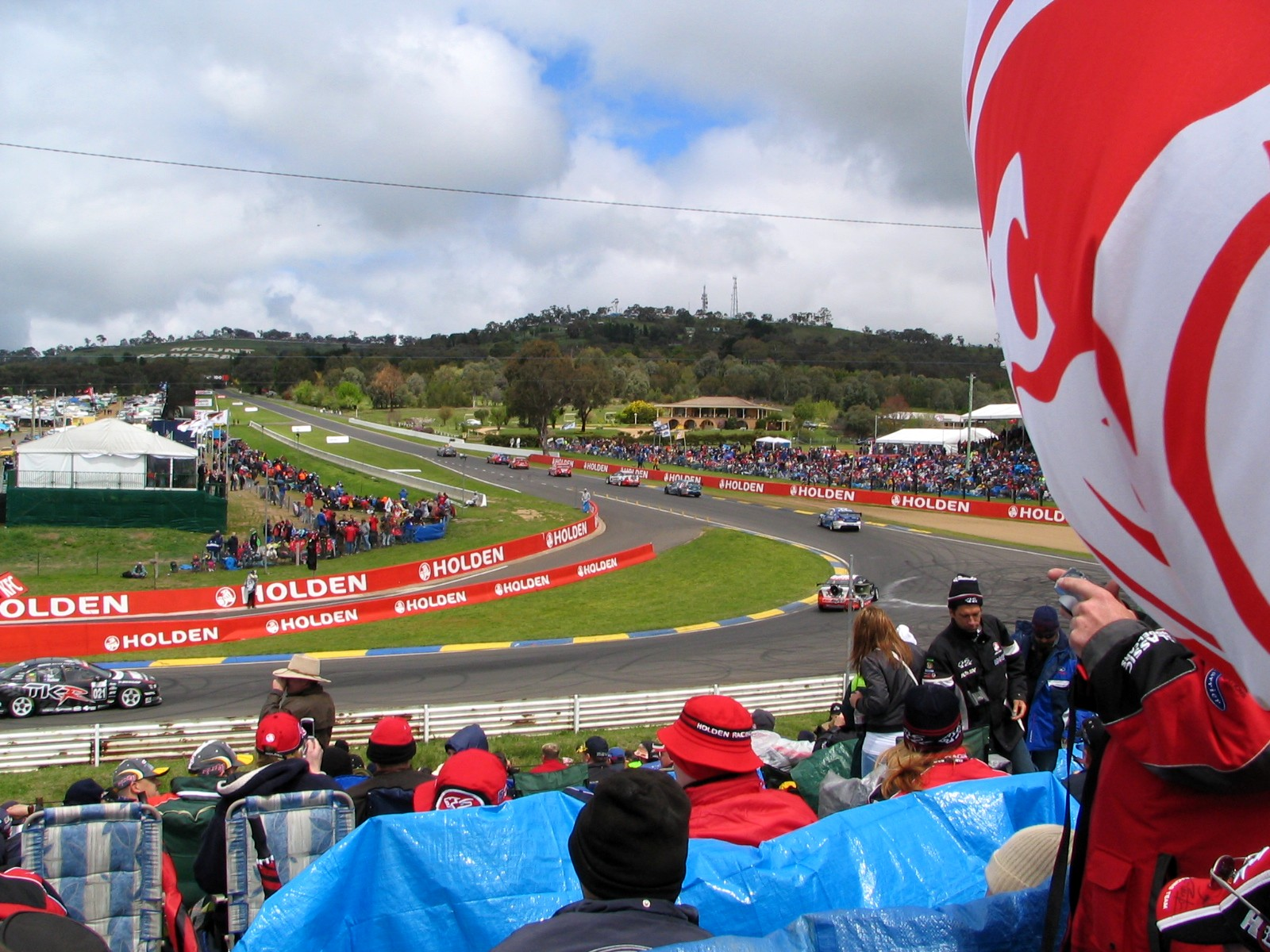
La primera curva del circuito de Mount Panorama.

Los 1000 km de Bathurst es una carrera de resistencia de turismos que se disputa desde el año 1973 en el circuito de Mount Panorama, Australia. Es la carrera de turismos más prestigiosa del país, y actualmente forma parte del calendario del V8 Supercars.
Es heredera de las 500 Millas de Phillip Island celebradas en el circuito de Phillip Island desde 1960 hasta 1962 y las 500 Millas de Bathurst, que se corrieron entre 1963 y 1972. En dicha época se forjó la rivalidad entre las marcas de automóviles Ford, Holden y Chrysler, que ponían en pista equipos oficiales para promocionarsus modelos de calle Ford Falcon, Holden Monaro, Holden Torana, Chrysler Pacer y Chrysler Charger.
El reglamento técnico originalmente permitía muy pocas modificaciones con respecto a las versiones de calle. Esto motivó a los fabricantes a vender al público versiones de calle con las mismas prestaciones que las de carreras. En 1972 se generó una polémica entre la prensa y el gobierno, criticando que los fabricantes vendieran automóviles capaces de superar los 250 km/h, cuando el límite de velocidad en la vía pública era de 110 km/h.
En 1973 se adoptó el reglamento Grupo C CAMS, que permitió realizar modificaciones con respecto a los modelos de calle, evitando la necesidad de vender al público modelos de altas prestaciones. Además, la duración de carrera pasó a ser de 1000 km, debido al cambio del sistema imperial al métrico por parte del gobierno.
En 1985 se adoptó el reglamento Grupo A FIA. En 1987, la carrera fue puntuable para el Campeonato Mundial de Turismos. Las autoridades australianas interpretaban el reglamento Grupo A de manera más restrictiva que lo acostumbrado en Europa, lo que resultó en la descalificación del equipo oficial de Ford Europa.
En 1993 se adoptó el reglamento Group 3A CAMS. El Campeonato Australiano de Superturismos tuvo sus propios 1000 km de Bathurst en 1997 y 1998, por lo que la carrera del Campeonato Australiano de Turismos tuvo la denominación Australian 1000 Classic. Desde 1999, los 1000 km de Bathurst son fecha puntuable del V8 Supercars.
Holden aventaja a Ford en el palmarés de Bathurst por 37 victorias a 20. Por el lado de los pilotos, los máximos vencedores son Peter Brock, apodado Rey de la Montaña con nueve victorias; Jim Richards y Craig Lowndes con siete triunfos cada uno; y Larry Perkins y Mark Skaife, con seis victorias cada uno.

## Ganadores
| Año  | Pilotos             | Pilotos          | Pilotos          | Automóvil                         | Vueltas | Tiempo              |
| ---- | ------------------- | ---------------- | ---------------- | --------------------------------- | ------- | ------------------- |
| 1963 | Harry Firth         | Bob Jane         | Bob Jane         | Ford Cortina Mk.I GT              | 130     | 7h 46 min 99.1 s    |
| 1964 | Bob Jane            | George Reynolds  | George Reynolds  | Ford Cortina Mk.I GT              | 130     |                     |
| 1965 | Barry Seton         | Midge Bosworth   | Midge Bosworth   | Ford Cortina Mk.I GT500           | 130     | 7h 16 min 45.1 s    |
| 1966 | Rauno Aaltonen      | Bob Holden       | Bob Holden       | Morris Mini Cooper S              | 130     | 7h 11 min 29.1 s    |
| 1967 | Harry Firth         | Fred Gibson      | Fred Gibson      | Ford Falcon XR GT                 | 130     | 6h 54 min 99.1 s    |
| 1968 | Bruce McPhee        | Barry Mulholland | Barry Mulholland | Holden Monaro HK Monaro GTS327    | 130     | 6h 44 min 0.0 s     |
| 1969 | Colin Bond          | Tony Roberts     | Tony Roberts     | Holden Monaro HT GTS350           | 130     | 6h 32 min 0.0 s     |
| 1970 | Allan Moffat        | Allan Moffat     | Allan Moffat     | Ford Falcon XW GTHO Phase II      | 130     | 6h 33 min 0.0 s     |
| 1971 | Allan Moffat        | Allan Moffat     | Allan Moffat     | Ford Falcon XY GTHO Phase III     | 130     | 6h 9 min 49.5 s     |
| 1972 | Peter Brock         | Peter Brock      | Peter Brock      | Holden Torana LJ GTR XU-1         | 130     | 6h 0 min 99.1 s     |
| 1973 | Allan Moffat        | Ian Geoghegan    | Ian Geoghegan    | Ford Falcon XA GT                 | 163     | 7h 20 min 06.8 s    |
| 1974 | John Goss           | Kevin Bartlett   | Kevin Bartlett   | Ford Falcon XA GT                 | 163     | 7h 50 min 99.1 s    |
| 1975 | Peter Brock         | Brian Sampson    | Brian Sampson    | Holden Torana LH L34              | 163     | 7h 19 min 11.3 s    |
| 1976 | Bob Morris          | John Fitzpatrick | John Fitzpatrick | Holden Torana LH L34              | 163     | 7h 07 min 12.0 s    |
| 1977 | Allan Moffat        | Jacky Ickx       | Jacky Ickx       | Ford Falcon XC                    | 163     | 6h 59 min 07.8 s    |
| 1978 | Peter Brock         | Jim Richards     | Jim Richards     | Holden Torana LX A9X SS           | 163     | 6h 45 min 53.9 s    |
| 1979 | Peter Brock         | Jim Richards     | Jim Richards     | Holden Torana LX A9X SS           | 163     | 6h 38 min 15.8 s    |
| 1980 | Peter Brock         | Jim Richards     | Jim Richards     | Holden Commodore VC               | 163     | 6h 47 min 52.7 s    |
| 1981 | Dick Johnson        | John French      | John French      | Ford Falcon XD                    | 120     | 4h 53 min 52.7 s    |
| 1982 | Peter Brock         | Larry Perkins    | Larry Perkins    | Holden Commodore VH               | 163     | 6h 32 min 03.2 s    |
| 1983 | Peter Brock         | Larry Perkins    | John Harvey      | Holden Commodore VH               | 163     | 6h 28 min 31.6 s    |
| 1984 | Peter Brock         | Larry Perkins    | Larry Perkins    | Holden Commodore VK               | 163     | 6h 23 min 13.6 s    |
| 1985 | John Goss           | Armin Hahne      | Armin Hahne      | Jaguar XJS                        | 163     | 6h 41 min 30.19 s   |
| 1986 | Allan Grice         | Graeme Bailey    | Graeme Bailey    | Holden Commodore VK SS Grupo A    | 163     | 6h 30 min 35.68 s   |
| 1987 | Peter Brock         | David Parsons    | Peter McLeod     | Holden Commodore VL SS Grupo A    | 158     | 7h 01 min 08.4 s    |
| 1988 | Tony Longhurst      | Tomas Mezera     | Tomas Mezera     | Ford Sierra RS500                 | 161     | 7h 02 min 10.28 s   |
| 1989 | Dick Johnson        | John Bowe        | John Bowe        | Ford Sierra RS500                 | 161     | 6h 30 min 53.44 s   |
| 1990 | Win Percy           | Allan Grice      | Allan Grice      | Holden Commodore VL SS Grupo A SV | 161     | 6h 40 min 52.64 s   |
| 1991 | Jim Richards        | Mark Skaife      | Mark Skaife      | Nissan Skyline BNR32 GT-R         | 161     | 6h 19 min 14.80 s   |
| 1992 | Mark Skaife         | Jim Richards     | Jim Richards     | Nissan Skyline BNR32 GT-R         | 143     | 6h 19 min 14.80 s   |
| 1993 | Larry Perkins       | Gregg Hansford   | Gregg Hansford   | Holden Commodore VP               | 161     | 6h 29 min 06.69 s   |
| 1994 | Dick Johnson        | John Bowe        | John Bowe        | Ford Falcon EB                    | 161     | 7h 03 min 45.8425 s |
| 1995 | Larry Perkins       | Russell Ingall   | Russell Ingall   | Holden Commodore VR               | 161     | 6h 20 min 32.4766 s |
| 1996 | Craig Lowndes       | Greg Murphy      | Greg Murphy      | Holden Commodore VR               | 161     | 7h 09 min 28.3584 s |
| 1997 | Geoff Brabham       | David Brabham    | David Brabham    | BMW 320i                          | 161     | 6h 41 min 25.4072 s |
| 1997 | Larry Perkins       | Russell Ingall   | Russell Ingall   | Holden Commodore VS               | 161     | 6h 21 min 55.5483 s |
| 1998 | Rickard Rydell      | Jim Richards     | Jim Richards     | Volvo S40                         | 161     | 6h 54 min 23.4756 s |
| 1998 | Jason Bright        | Steven Richards  | Steven Richards  | Ford Falcon EL                    | 161     | 6h 42 min 23.9039 s |
| 1999 | Greg Murphy         | Steven Richards  | Steven Richards  | Holden Commodore VT               | 161     | 6h 51 min 48.8354 s |
| 2000 | Garth Tander        | Jason Bargwanna  | Jason Bargwanna  | Holden Commodore VT               | 161     | 7h 23 min 30.2348 s |
| 2001 | Mark Skaife         | Tony Longhurst   | Tony Longhurst   | Holden Commodore VX               | 161     | 6h 50 min 33.1789 s |
| 2002 | Mark Skaife         | Jim Richards     | Jim Richards     | Holden Commodore VX               | 161     | 6h 58 min 41.0260 s |
| 2003 | Greg Murphy         | Rick Kelly       | Rick Kelly       | Holden Commodore VY               | 161     | 6h 32 min 55.4044 s |
| 2004 | Greg Murphy         | Rick Kelly       | Rick Kelly       | Holden Commodore VY               | 161     | 6h 29 min 36.2055 s |
| 2005 | Mark Skaife         | Todd Kelly       | Todd Kelly       | Holden Commodore VZ               | 161     | 6h 37 min 17.0012 s |
| 2006 | Craig Lowndes       | Jamie Whincup    | Jamie Whincup    | Ford Falcon BA                    | 161     | 6h 59 min 53.5852 s |
| 2007 | Craig Lowndes       | Jamie Whincup    | Jamie Whincup    | Ford Falcon BF                    | 161     | 6h 29 min 10.1985 s |
| 2008 | Craig Lowndes       | Jamie Whincup    | Jamie Whincup    | Ford Falcon BF                    | 161     | 6h 26 min 00.4291 s |
| 2009 | Garth Tander        | Will Davison     | Will Davison     | Holden Commodore VE               | 161     | 6h 40 min 02.4884 s |
| 2010 | Craig Lowndes       | Mark Skaife      | Mark Skaife      | Holden Commodore VE               | 161     | 6h 12 min 51.4153 s |
| 2011 | Garth Tander        | Nick Percat      | Nick Percat      | Holden Commodore VE               | 161     | 6h 26 min 52.2691 s |
| 2012 | Jamie Whincup       | Paul Dumbrell    | Paul Dumbrell    | Holden Commodore VE               | 161     | 6h 16 min 01.3304 s |
| 2013 | Mark Winterbottom   | Steven Richards  | Steven Richards  | Ford Falcon FG                    | 161     | 6h 11 min 27.9315 s |
| 2014 | Chaz Mostert        | Paul Morris      | Paul Morris      | Ford Falcon FG                    | 161     | 7h 58 min 53.2052 s |
| 2015 | Craig Lowndes       | Steven Richards  | Steven Richards  | Holden Commodore VF               | 161     | 6h 16 min 07 s      |
| 2016 | Will Davison        | Jonathon Webb    | Jonathon Webb    | Holden Commodore VF               | 161     | 6h 19 min 25 s      |
| 2017 | David Reynolds      | Luke Youlden     | Luke Youlden     | Holden Commodore VF               | 161     | 7h 11 min 45.5456 s |
| 2018 | Craig Lowndes       | Steven Richards  | Steven Richards  | Holden Commodore ZB               | 161     | 6h 01 min 44.8637 s |
| 2019 | Scott McLaughlin    | Alexandre Premat | Alexandre Premat | Ford Mustang GT                   | 161     | 6h 27 min 51.5260 s |
| 2020 | Shane van Gisbergen | Garth Tander     | Garth Tander     | Holdon Commodore ZB               | 161     | 6h 10 min 56.1143 s |
| 2021 | Chaz Mostert        | Lee Holdsworth   | Lee Holdsworth   | Holdon Commodore ZB               | 161     | 6h 15 min 6.1952 s  |
| 2022 | Shane van Gisbergen | Garth Tander     | Garth Tander     | Holden Commodore ZB               | 161     | 6h 41 min 53.7220 s |
| 2023 | Shane van Gisbergen | Richie Stanaway  | Richie Stanaway  | Chevrolet Camaro ZL1-1LE          | 161     | 6h 7 min 07.4957 s  |

Las carreras de 1981 y 1992 fueron suspendidas antes de completar los 500 km debido a accidentes que bloquearon la pista. En 1987, los automóviles que llegaron en primer y segundo lugar fueron descalificados, y el tercero solo completó 158 vueltas de 161.

## Estadísticas

### Constructores con más títulos
| Núm. | Constructor | Victorias | Años |
| ---- | ----------- | --------- | --- |
| 1    | Holden      | 37        | 1968, 1969, 1972, 1975, 1976, 1978, 1979, 1980, 1982, 1983, 1984, 1986, 1987, 1990, 1993, 1995, 1996, 1997, 1999, 2000, 2001, 2002, 2003, 2004, 2004, 2005, 2009, 2010, 2011, 2012, 2015, 2016, 2017, 2018, 2020, 2021, 2022 |
| 2    | Ford        | 20        | 1963, 1964, 1965, 1967, 1970, 1971, 1973, 1974, 1977, 1981, 1988, 1989, 1994, 1998, 2006, 2007, 2008, 2013, 2014, 2019 |
| 3    | Nissan      | 2         | 1991, 1992 |
| 4    | MINI        | 1         | 1966 |
| 4    | Jaguar      | 1         | 1985 |
| 4    | BMW         | 1         | 1997 |
| 4    | Volvo       | 1         | 1998 |